# Mahmoud Maklouf Shafter
Mahmoud Makhlof Shafter (ar. محمود مخلوف, ur. 17 sierpnia 1975) – piłkarz libijski grający na pozycji obrońcy.

## Kariera klubowa
Karierę piłkarską Shafter rozpoczął w klubie Al-Mahla. W jego barwach zadebiutował w pierwszej lidze libijskiej. W 2001 roku odszedł do Al-Ittihad Trypolis. W swojej karierze siedmiokrotnie zostawał mistrzem kraju w latach 2002, 2003, 2005, 2006, 2007, 2008 i 2009, czterokrotnie zdobywał puchar kraju w latach 2004, 2005, 2007 i 2009 oraz ośmiokrotnie - superpuchar kraju w latach 2002, 2003, 2004, 2005, 2006, 2007, 2008 i 2009.

## Kariera reprezentacyjna
W reprezentacji Libii Shafter zadebiutował w 1998 roku. W 2006 roku w Pucharze Narodów Afryki 2006 rozegrał jedno spotkanie, z Egiptem (0:3).